# Hamnesfjorden
Hamnesfjorden er en fjordarm af Breifjorden i Surnadal kommune på Nordmøre  i Møre og Romsdal fylke i Norge. Fjorden har indløb mellem Bergesvika i vest og Kjergroneset i øst og går 9 kilometer mod nordøst til bygden Bøverfjorden i bunden af fjorden. 
De to smalle morænerygge. Solemsøya og Snekkvikneset, stikker halvvejs ud i fjorden på nordsiden med 2 kiometers  afstand. Den ene, moreneryggen går over i en ø, Solemsøya. Moreneryggene er løsmasse (sand, sten og grus) og er formentlig  afsat af en dalbræ som har ligget op til det som nu er bunden af fjorden. Mellem moreneryggene er fjorden lavandet med kun 20 m dybde, mens den indenfor den inderste ryg er over 100 m på det dybeste. Bjerggrunden i området er hovedsagelig granit. Lige nord for Hamnesfjorden, ved Åsskard (Åsgård) på eidet mod Åsskardfjorden ligger to moræner på land med nogle hundrede meters afstand og de når 30–50 m over dalbunden, og er formentlig dannet samtidig med morænene i Hamnesfjorden. Ifølge Amund Helland blev fjorden tidligere kaldt Bøverfjord eller Bifrafjǫrđr efter elven Bøvra (tidligere Bifr) som løber ud inderst i fjorden. Strandstedet Bøverfjorden eller Bæverfjord ligger ved elvmundingen inderst i fjorden.
Fylkesvei 65 går langs nordsiden af fjorden og her ligger flere små gårde, mens sydsiden er mindre bebyggeet. Hamnesfjorden fryser let til om vinteren. Da vejen over til Øye i Surnadal var færdig blev området efterhånden (1965) overført til Surnadal kommune og præstegæld.
I 2003 fik fjorden status som National laksefjord i forbindelse med at Surna blev national lakseelv.